# Prionopelta modesta
Prionopelta modesta é uma espécie de formiga do gênero Prionopelta.